# Fátima Leão
Aparecida de Fátima Leão, mais conhecida como Fátima Leão (Rio Verde, 2 de novembro de 1955), é uma cantora e compositora brasileira.
Considerada uma das melhores compositoras do Brasil, preserva o recorde de composições, com mais de 3.000 sucessos gravados por grandes nomes da música, como Zezé Di Camargo & Luciano, Chitãozinho & Xororó, Leandro & Leonardo, Bruno & Marrone, Sandy & Junior, João Paulo & Daniel, Rick & Renner e Rionegro e Solimões.
Algumas de suas composições mais conhecidas são: "Dormi na Praça", "Tranque a Porta e Me Beija", "Muda de Vida", "Fã", dentre outras. Ao longo de sua carreira, Fátima Leão colocou sua assinatura em canções que fizeram e ainda fazem sucesso nas rádios, nas TVs (tema da novela "Marcas da Paixão", da Rede Record, nas vozes de Gian e Giovani), na telas de cinema ("E Deus por nós", interpretada por Zezé di Camargo e Luciano no filme "Central do Brasil).

## Biografia
Fátima Leão herdou o perfil musical da mãe e da avó, que aprenderam a cantar em colégio de freiras. Ainda menina, aprendeu a tocar violão graças a ajuda de amigos, que emprestavam o instrumento. Determinada, Fátima chegou a limpar uma escola de música em troca de aulas de violão. Tempos depois, já dava aulas particulares, o que garantia o sustento de boa parte da família. Começou a cantar ainda na adolescência, em festivais de música no estado de Goiás. A realidade financeira era muito ruim. Foi então que Dona Lázara, mãe de Fátima, vendeu a máquina de costura para financiar as viagens da filha. Era o primeiro investimento numa carreira de sucesso.
Fátima Leão chegou em São Paulo em 1985 e a ideia era ser uma cantora famosa, percorrer o Brasil e vender muitos discos. Na época era casada com Felipe, da dupla com Falcão. O repertório era de composições próprias, o que chamou a atenção de muitos artistas. Iniciou a carreira em 1985, com a canção "Objeto de Prazer" feita em parceria com Matogrosso e gravada pela dupla Matogrosso e Mathias.
Em pouco tempo, as músicas de Fátima ganharam intérpretes famosos. Em 1987, Chitãozinho & Xororó gravaram "Coração", parceria com Paulo Jurazo e Milionário & José Rico gravaram "Meu sentimento", parceria com José Rico.
Em 1991, recebeu o "Prêmio Di Giorgio" de melhor compositora daquele ano. Neste ano, cantou a música "Pra Desbotar a Saudade" no primeiro disco de Zezé di Camargo & Luciano. Zezé Di Camargo, conheceu a compositora no início da carreira. Com o cantor, Fátima assinou vários hits.
Em 1992, catorze músicas de Fátima estavam entre as mais tocadas no Brasil. A jornada de muitos artistas começou pelos versos de Fátima Leão. Ainda em 1992, Chitãozinho e Xororó gravaram dela e Zezé di Camargo "Foge de Mim", e dela e Joel Marques; "Peão de Rodeio". No mesmo ano, lançou disco em Portugal, contando com a participação de Zezé di Camargo e Luciano interpretando "Me Engana Que Eu Gosto".
Um dos grandes sucessos de Leandro e Leonardo foi "Entre um Gole e Outro", dela e de Elias Muniz. 
Em 1994, suas composições "Poeta e Cantor"; "Menina Moça", com Dalvan, e "O Meu Jeito de Amar", com Cezar foram gravadas pelo grupo paulista Demônios da Garoa no CD "Demônios da Garoa 50 anos", da Warner Music.
Em 1996, Zezé di Camargo & Luciano gravaram dela, Alexandre & Neto a música "E Deus por nós", no LP "Indiferença" e o conjunto The Fevers, "Gostoso sentimento", parceria com Zezé di Camargo.
Em 1999, cantou no programa "Família Sertaneja" apresentado por Marcelo Costa na Rede Record.
Em 2000, teve a música "Minha floresta", parceria com Neto e Alexandre, gravada por Pena Branca no CD "Semente caipira".
No ano seguinte, sua composição "Dormi na praça", foi um dos maiores sucessos do ano e responsável pelo êxito nacional da dupla Bruno e Marrone. Ainda em 2001, sua música "Tô Querendo Você", com Elias Muniz foi gravado pela cantora Joanna no CD "Estou Bem".
Em 2002, teve as músicas "Como preciso de Deus", com Netto e Alexandre e "Ficar comigo", com Valéria Leão gravadas por Elaine Braga no CD "Paixão sertaneja".
Em 2004, foi incluída na obra Catálogos ICCA-El Paso de Música Popular Brasileira, no volume Mulheres Compositoras na Música Popular Brasileira. 
Em 2005, apresentou-se no programa Terra Sertaneja, na TV Bandeirantes, em edição de homenagem às mulheres.
Em 2016, foi internada em São Paulo após suspeita de AVC.
Em 2019, envolveu-se em uma polêmica, com roubo de seu carro, em um estacionamento do Carrefour.

## Discografia
- 1988: Coração[9]
- 1990: Pra Você Tanto Faz[10]
- 1992: Deus Sabe Que Não Te Engano[11]
- 1993: Pra Acordar Seu Coração[12]
- 1998: Além do Infinito[13]
- 2005: Fátima Leão - Ao Vivo[14]
- 2012: Deus Te Fez Assim
- 2012: Fátima Leão Ao Vivo
- 2014: Fátima Leão - Ao Vivo em São Paulo
- 2014: Fátima Leão Ao Vivo
- 2015: Pecado de Amor - Ao Vivo
- 2015: Minha Loucura de Amor[15]

## Videografia

### DVDs
- 2015: Pecado de Amor

## Novelas
| Músicas em novelas | Músicas em novelas  | Músicas em novelas | Músicas em novelas | Músicas em novelas    |
| Ano                | Música              | Novela             | Emissora           | Intérprete            |
| ------------------ | ------------------- | ------------------ | ------------------ | --------------------- |
| 1996               | Só Quem Amou Demais | Vira Lata          | TV Globo           | Chitãozinho & Xororó  |
| 2000               | Marcas da Paixão    | Marcas da Paixão   | Record             | Gian & Giovani        |
| 2005               | Corações Animais    | Essas Mulheres     | Record             | Zé Ramalho            |
| 2010               | Fã                  | Ribeirão do tempo  | Record             | Christian e Cristiano |

## Prêmios
- Prêmio Sharp - Melhor Compositora
- Prêmio Di Giorgio - Melhor Compositora
- Prêmio Canários de Ouro - Melhor Compositora